# Nyodes mochlosema
Nyodes mochlosema är en fjärilsart som beskrevs av Fletcher 1961. Nyodes mochlosema ingår i släktet Nyodes och familjen nattflyn. Inga underarter finns listade i Catalogue of Life.